# Thomas Hailer
Thomas Hailer (* 15. Januar 1945 in Netzschkau; † 22. August 2014 in Berlin) war ein deutscher Schauspieler und Synchronsprecher.

## Leben
Thomas Hailer wurde am 15. Januar 1945 in Netzschkau im Vogtland geboren. Nach dem Besuch der Theaterhochschule in Leipzig bekam er Bühnenengagements in Plauen, Zwickau, Altenburg, Erfurt und am Deutschen Nationaltheater Weimar. Dem folgte eine längere Zeit der freiberuflichen Tätigkeit, bis ihn 1975 Walter Felsenstein an die Komische Oper Berlin holte. Für das DDR-Fernsehen stand er in mehreren Hauptrollen und für Kinderproduktionen vor der Kamera. Bekannt wurde er vor allem mit dem Fernsehtheater Moritzburg in einer Folge der Reihe „Ferienheim Bergkristall“, mit mehreren Lustspielen und Schwänken und durch eine enge Zusammenarbeit mit Hans-Joachim Preil, den er auf etwa 470 gemeinsamen Abenden als Bühnenpartner begleitete. 1987 bis 1989 moderierte er im Fernsehen der DDR (2. Programm) zusammen mit Irina Schabowski, der Ehefrau Günter Schabowskis, ein Magazin über Land und Leute der Sowjetunion. Von 1990 bis 1991 war er Moderator und Redakteur beim Thüringen-Fernsehen. Viel Erfolg verzeichnete er nach der Wende auch an der Komödie in Kassel als Darsteller, aber auch mit drei Regiearbeiten. Ab 1992 bis 1996 moderierte er für den MDR mehrere Fernsehreihen und Musiksendungen. Bei Dreharbeiten in Schweden für die Sendungen „Deutsch für Ausländer“ und „Deutsch für Schweden“, erlernte er die schwedische Sprache. In den letzten Jahren zählten Leseabende zu seinen Lieblingsbeschäftigungen. Das betraf vor allen Dingen Erwin Strittmatter, Erich Kästner sowie Richard Wagner und Gerhart Hauptmann, welche er mit Wolfgang Seppelt erfolgreich bestritt. In der deutschen Synchrondatei sind 305 Sprechrollen von Thomas Hailer aufgeführt.
Ab 2006 gehörte Thomas Hailer bis zu seinem Tod zum festen Ensemble des Berliner Kriminal Theater.
Thomas Hailer lebte mit dem Regisseur Wolfgang Asch gemeinsam in Berlin.

## Filmografie (Auswahl)
- 1976: Die Leiden des jungen Werthers
- 1982: Hotel Polan und seine Gäste
- 1983: Zille und ick
- 1984: Polizeiruf 110: Im Sog (TV-Reihe)
- 1984: Ferienheim Bergkristall: Mach mal’n bißchen Dampf (TV)
- 1985: Unternehmen Geigenkasten
- 1986: Der Traum vom Elch
- 1990: Alter schützt vor Liebe nicht (Fernsehfilm)

## Theater
- 1997: Francis Veber: Die Nervensäge (Komödie Kassel)
- 2006: Reginald Rose: Die zwölf Geschworenen (Berliner Kriminal Theater)[5]
- 2007: Henning Mankell: Vor dem Frost (Berliner Kriminal Theater)
- 2009: Joseph Kesselring: Arsen und Spitzenhäubchen (Berliner Kriminaltheater)
- 2011: Saul O’Hara: Inspektor Campells letzter Fall (Berliner Kriminal Theater)
- 2013: Agatha Christie: Tod auf dem Nil (Berliner Kriminal Theater)

## Hörspiele
- 1980: Hans Christian Andersen: Däumelinchen (Krötensohn) – Regie: Gisela Pietsch (Hörspiel – Rundfunk der DDR)
- 2008: Blake Edwards: Richard Diamond, Privatdetektiv – Gute Nacht, Nocturne – Regie: Oliver Rohrbeck (Hörspiel, Folge 10 – Lauscherlounge)
- 2013: Peer Meter: Die Verhöre der Gesche Gottfried (Hörspielbuch – A. S. Theater & Film Ltd.)
- 2014: Vincent Andreas: Benjamin Blümchen … und die Zirkusponys (Direktor Leporello) – Regie: Michael Schlimgen (Hörspiel, Folge 125 – Kiddinx)

## Synchronrollen (Auswahl)

### Filme
- 1985: Eine brennende Liebe – Gilbert Roland als Croupier
- 1986: Der geheimnisvolle Mönch – Oldřich Vízner als Dr. Freeman
- 1990: Lucky Luke – Fritz Sperberg als Averell Dalton
- 1991: Blutrache in New York – Mario Siletti als Benny Danetta
- 1992: Tödliche Intrigen – Phillip Carter als Avner Hollister
- 1996: Nacht über Manhattan – Bill Boggs als Reporter #2
- 1996: Die Peitsche – Martin Wyldeck als Security Officer
- 1997: The Story of Will Rogers – Gayne Whitman als Theatermanager
- 1997: Alles Unheil kommt von oben – Michael Badalucco als Detective
- 1997: Three Sailors and a Girl – Philip van Zandt als Garage Owner
- 1998: Rush Hour – George Cheung als Chauffeur
- 1999: Inferno der Flammen – Gavin Buhr als Feuerwehrmann
- 2000: Es begann im September – Earl Carroll als Will’s Fahrer
- 2001: Heimlicher Pakt – Barry Blake als Jim Sherman
- 2002: Die Bourne Identität – Vincent Franklin als Rawlins
- 2003: Das Urteil – Jeder ist käuflich – Henry Darrow als Sebald
- 2004: Die 36 Kammern der Shaolin – Chin Tien Chu als Magistrat
- 2004: Miracle – Das Wunder von Lake Placid – John Ashbridge als Amerikanischer Kommentator
- 2005: Just Friends – 2 ungleiche Freunde – François Berland als Doktor
- 2006: Bandidas – Denis Arndt als Mr. Ashe
- 2006: Maison Ikkoku – Minoru Yada als Herr Ichinose
- 2007: Spider-Man 3 – Stan Lee als Mann am Times Square
- 2008: Abgedreht – John Tormey als Abrissleiter
- 2009: Halloween II – Dayton Callie als Dr. Hooks
- 2009: Hangover – Ken Flaherty als älterer Mann an Tankstelle
- 2009: Hangover – James Martin Kelly als älterer Polizist
- 2009: Hangover – Murray Gershenz als Felix, der ältere Patient
- 2010: Company Men – Alan Dary als Bauleiter
- 2011: Auf brennender Erde – Gray Eubank als Lawrence
- 2011: Frankensteins Monster im Kampf gegen Ghidorah – Ikio Sawamura als Fischer
- 2011: Last Man Standing – Marty Bufalini als Pastor
- 2011: Pirates of the Caribbean – Fremde Gezeiten [Rolle fehlt]
- 2012: Not Fade Away – John Tormey als Onkel Paul
- 2013: LEGO Marvel Super Heroes: Maximale Superkräfte – Stan Lee als Hot Dog Verkäufer
- 2013: Thor – The Dark Kingdom – Clive Russell als Tyr
- 2014: The Amazing Spider-Man 2: Rise of Electro – Teddy Coluca als Taxifahrer

### Serien
- 2000–2001: Unten am Fluss – Stephen Mangan als Schwarzes Kaninchen von Inlé
- 2005: Six Feet Under – Gestorben wird immer – Jim Beaver als Wachmann
- 2008: Heroes – Stan Lee als Busfahrer
- 2008: Criminal Minds – Tracey Walter als Ike Stratman
- 2008–2010: Rick & Steve: The Happiest Gay Couple in All the World – Alan Cumming als Chuck
- 2009: It’s Always Sunny in Philadelphia – Tracey Walter als Penner